# Беглика
 Тази статия е за резервата Беглика.  За язовир Голям Беглик вижте Голям Беглик.  За малкия язовир Беглика вижте Беглика (язовир).
Беглика е името на резерват в Беглишката заравненост, Родопи, България.

## Основаване и статут
Обявен е за резерват с обща площ 1461,34 хектара със Заповед No.751 от 11 май 1960 година в държавен вестник, създаден с цел опазването на вековните смърчови гори, намиращи се на територията му. Там се намира единственото естествено находище на храстовиден очиболец на Балканския полуостров. В местността се намира и единственото в България находище на алпийско сграбиче.

## География
Разположен е непосредствено на северозапад от плоския вододел, известен под името Беглика, на 14 км югозападно от град Батак и на 5 км югоизточно от връх Голяма Сютка–втория по височина връх в Родопите. Територията на резервата е изключителна държавна собственост и обхваща територии с надморската височина между 1600 и 1900 м.

## Флора
В резервата са установени много защитени и ендемични растения:
- Алпийско сграбиче (Astragalus alopecurus), известно и като централноалпийски клин – защитен вид, който в България се среща единствено в местността Беглика. Представлява многогодишно тревисто растение с добре развити изправени стъбла. Листата му са нечифтоперести, влакнести, а цветовете му са жълти. Цъфти през месеците юли – август. Височината му е 50 – 100 см. В района на Беглика може да бъде видян по протежението на едноименната екопътека и по границите на резервата. То се е превърнало в емблема на резервата.
- Родопско крайснежно звъниче (Soldanella rhodopaea) – многогодишно тревисто растение. Височина на растението над земята е от 7 до 20 см. Листата бъбрековидни, слабо кожести, събрани в основата на стъблото. Цветовете събрани в рехав сенник. Венчето петделно, правилно, звънесто, венечните дялове дълбоко нарязани. Тичинките 5, прикрепени в основата на венчето. Плодникът един, горен. Цъфти май-юли.
- Родопско омайниче (Geum rhodopaeum) – многогодишно тревисто растение високо до 40 cm. Цветовете са оранжеви. Приосновните листа са с 3 – 6 двойки листчета. Цъфти юни – август. Български ендемит – разпространен единствено в България.
- Родопската теменуга (Viola rhodopeia)
- Български рожец (Cerastium bulgaricum)
- Родопско великденче (Veronica rhodopaea)
- Черно френско грозде (Ribes nigrum) – защитен вид.

## Фауна
От едрите бозайници обитаващи резервата и имащи консервационно значение, трябва да се посочат кафявата мечка (Ursus arctos), благородния елен и вълка (Canis lupus), а от птиците глухарят.

## Галерия
- Снимки от преди 1944 г. от фонда „Дора Габе“ на Държавна агенция „Архиви“